# Aderno
O Aderno é uma planta do género botânico da família Myrsinaceae, espécie endémica da ilha da Madeira e das ilhas Canárias com a denominação: Heberdenia excelsa (Aiton) Banks ex DC.
Apresenta-se como  uma árvore cuja folhagem é persistente podendo atingir 20 metros de altura. O tronco apresenta-se liso, de uma esbranquiçada-acinzentada. As folhas são inteiras, coriáceas, com nervação reticulada e com pecíolos acastanhados.
Apresenta pequenas flores com uma cor verde-amarelada, dispostas em fascículos.
Os seus frutos (drupas) são globosos, de cor que vai do vermelhos ao purpúreo-negros quando maduros.
Trata-se de uma espécie endémica da ilha da Madeira e das Canárias, que vive principalmente na floresta de Laurissilva do Til. Surge também ilha do Porto Santo e nas Deserta Grande (Arquipélago da Madeira).
Floração: Maio a Setembro.
Foi ao longo do tempo utilizada como a madeira de qualidade visto que a sua madeira é pesada, dura e resistente. Foi usada no fabrico de pipas para mel e vinho, quilhas de botes, bem como para embutidos. A casca foi utilizada para curtir peles.